# TMEM176B
TMEM176B (англ. Transmembrane protein 176B) – білок, який кодується однойменним геном, розташованим у людей на короткому плечі 7-ї хромосоми. Довжина поліпептидного ланцюга білка становить 270 амінокислот, а молекулярна маса — 29 056.
| 10         |  | 20         |  | 30         |  | 40         |  | 50         |
| ---------- |  | ---------- |  | ---------- |  | ---------- |  | ---------- |
| MTQNTVIVNG |  | VAMASRPSQP |  | THVNVHIHQE |  | SALTQLLKAG |  | GSLKKFLFHP |
| GDTVPSTARI |  | GYEQLALGVT |  | QILLGVVSCV |  | LGVCLSLGPW |  | TVLSASGCAF |
| WAGSVVIAAG |  | AGAIVHEKHP |  | GKLAGYISSL |  | LTLAGFATAM |  | AAVVLCVNSF |
| IWQTEPFLYI |  | DTVCDRSDPV |  | FPTTGYRWMR |  | RSQENQWQKE |  | ECRAYMQMLR |
| KLFTAIRALF |  | LAVCVLKVIV |  | SLVSLGVGLR |  | NLCGQSSQPL |  | NEEGSEKRLL |
| GENSVPPSPS |  | REQTSTAIVL |  |            |  |            |  |            |

A: Аланін

C: Цистеїн

D: Аспарагінова кислота

E: Глутамінова кислота

F: Фенілаланін

G: Гліцин

H: Гістидин

I: Ізолейцин

K: Лізин

L: Лейцин

M: Метіонін

N: Аспарагін

P: Пролін

Q: Глутамін

R: Аргінін

S: Серин

T: Треонін

V: Валін

W: Триптофан

Кодований геном білок за функцією належить до фосфопротеїнів. 
Задіяний у таких біологічних процесах, як диференціація клітин, альтернативний сплайсинг. 
Локалізований у ядрі, мембрані.